# Erioptera (Erioptera) bryantiana
Erioptera (Erioptera) bryantiana is een tweevleugelige uit de familie steltmuggen (Limoniidae). De soort komt voor in het Nearctisch gebied.